# Cowboy Carter
Cowboy Carter (cách điệu là COWBOY CARTER, tên đầy đủ: Act II: Cowboy Carter) là album phòng thu thứ tám của nữ ca sĩ kiêm nhạc sĩ người Mỹ Beyoncé do Parkwood Entertainment và Columbia Records phát hành vào ngày 29 tháng 3 năm 2024. Cowboy Carter là một album chủ đề, là phần thứ hai trong bộ ba album đã được lên kế hoạch, tiếp nối sau Renaissance (2022). Beyoncé đã xây dựng Cowboy Carter như một hành trình tái thiết di sản văn hóa Mỹ, qua đó làm nổi bật những đóng góp ít được biết đến của các nghệ sĩ tiên phong người da đen vào lịch sử âm nhạc và văn hóa Hoa Kỳ.
Cowboy Carter lấy dòng nhạc đồng quê và Americana làm chủ đạo pha trộn với nhiều tiểu thể loại đa dạng của miền Nam nước Mỹ, nơi mà Beyoncé đã từng trải nghiệm khi lớn lên ở Texas, bao gồm có zydeco, rock and roll, dân ca, rhythm and blues, pop, psychedelic soul, hip-hop và bluegrass. Về mặt ý tưởng, album được trình bày như một chương trình phát thanh, với sự tham gia của các ca sĩ nhạc đồng quê như Dolly Parton, Linda Martell và Willie Nelson trong vai trò xóc đĩa nhạc. Các bài hát trong album giới thiệu những nghệ sĩ nhạc đồng quê da đen đang lên như Shaboozey, Tanner Adell, Brittney Spencer, Tiera Kennedy, Reyna Roberts và Willie Jones. Phần nhạc được soạn nên bởi những nhạc cụ acoustic với sự góp mặt của các nghệ sĩ lừng danh như Stevie Wonder, Paul McCartney, Nile Rodgers, Jon Batiste và Rhiannon Giddens.
Cowboy Carter nhận được sự đánh giá cao toàn diện từ giới chuyên môn và xuất hiện trên nhiều danh sách tổng kết cuối năm; các nhà phê bình nhận định rằng việc thử nghiệm thể loại, quy mô rộng lớn cùng những ảnh hưởng đa dạng từ nhiều nguồn tham khảo đã góp phần tái hiện về dòng nhạc đồng quê và Americana qua lăng kính gốc rễ của người da đen đầy tham vọng. Album đã làm gia tăng lượng thính giả của nhạc đồng quê, thúc đẩy các cuộc đối thoại văn hóa xung quanh vị thế của nghệ sĩ da đen trong thể loại này, ủng hộ sự nghiệp của những nghệ sĩ đồng quê trẻ tuổi triển vọng, đồng thời nâng cao độ phổ biến của các trang phục và văn hóa miền Tây.
Cowboy Carter nhận được mười một đề cử tại Lễ trao giải Grammy lần thứ 67, trở thành album nhận được nhiều đề cử thứ ba trong lịch sử Grammy. Album đã giành giải Trình diễn song tấu hoặc nhóm nhạc đồng quê xuất sắc nhất (cho ca khúc "II Most Wanted"), Album đồng quê xuất sắc nhất và Album của năm. Beyoncé là nghệ sĩ da màu đầu tiên giành chiến thắng ở hạng mục trình diễn song tấu đồng quê xuất sắc nhất và là nghệ sĩ nữ da màu đầu tiên kể từ Lauryn Hill vào năm 1999 giành chiến thắng trong hạng mục album của năm.
Cowboy Carter ra mắt ở vị trí quán quân tại nhiều quốc gia và phá vỡ một số kỷ lục bảng xếp hạng cũng như là các nền tảng phát trực tuyến. Tại Hoa Kỳ, Cowboy Carter trở thành album quán quân thứ tám liên tiếp của Beyoncé trên Billboard 200, đồng thời là album đầu tiên của một nữ nghệ sĩ da đen đứng đầu bảng xếp hạng Top Country Albums. Album bao gồm có ba đĩa đơn: "Texas Hold 'Em", "16 Carriages" và "II Most Wanted". Trong đó, "Texas Hold 'Em" trở thành đĩa đơn quán quân thứ chín của Beyoncé tại Mỹ, đồng thời là bài hát đồng quê đầu tiên của một nữ nghệ sĩ da đen đứng đầu cả Billboard Hot 100 lẫn Hot Country Songs. Chuyến lưu diễn Cowboy Carter Tour được công bố vào ngày 1 tháng 2 năm 2025 và sẽ khởi động từ ngày 28 tháng 4 năm 2025.